# Arenillas (kanton)
Arenillas – kanton w Ekwadorze, w prowincji El Oro. Stolicą kantonu jest Arenillas.